# Río Búrdalo
El río Búrdalo es un curso de agua del interior de la península ibérica, afluente del Guadiana. Discurre por las provincias españolas de Cáceres y Badajoz.

## Descripción
Discurre por Extremadura y pertenece a la cuenca hidrográfica del Guadiana, río del que es afluente. El Búrdalo, que nacería en los alrededores del término de Santa Cruz de la Sierra, deja a ambos lados de su curso localidades como Villamesías, Miajadas, Escurial, Almoharín y Santa Amalia, y termina desembocando en el Guadiana a la altura del término municipal de Guareña. Se queda sin agua durante el verano.
A mediados del siglo XIX, su curso era hogar de picones, bordallos, carpas y otros peces que subían del Guadiana durante sus crecidas.Aparece descrito en el cuarto volumen del Diccionario geográfico-estadístico-histórico de España y sus posesiones de Ultramar de Pascual Madoz de la siguiente manera:

BURDALO: r. en Estremadura : se forma en la confluencia de 2 arroyos denominados las Cuestas, y las Pesqueruelas, térm. de Sta. Cruz de la Sierra, part. de Trujillo, prov. de Cáceres; entra en la jurisd. de Villamesia, Miajadas y el Escurial, quedando el primero á su márg. der. y los últimos á la izq.; pasa á la de Almoharín, part. de Montanches, en la misma prov. en el sitio titulado el Charco de la Tabla; corre por este térm. una leg. que podia regar bien si los hab. de este pueblo fueran industriosos y entrando en el part. de Don Benito, prov. de Badajoz por el sitio de las Mezquitas frente á la ermita de San Bartolomé, pasa por junto de Sta. Amalia, quedando este pueblo á su izquierda. y concluye en el Guadiana, en el sitio llamado el empajadillo del Vizconde de las Torres, térm. de Guareña: se le reunen el arroyo de la Miranda, á la falda de la sierra de Sta. Cruz; el Almoharinejo, el arroyo del Saltillo, el del Hornillo, en la deh. del mismo nombre, la Cañada, la Zarza, que entra en el sitio llamado la suerte del Rey; el Tamujoso, que entra en el que se dice los Guaperales, jurid. de Sta. Amalia, y el Barrancon en el denominado Maldegollada; tiene un hermoso puente sobre el camino real de Madrid á Badajoz entre Villamesia y Miajadas á dist. de 1 leg. de ambos puntos, y se necesita la construccion de otro en el camino de Almoharin á Villanueva, pues que toda la parte de la Serena tiene por alli su camino para la cap. de Cáceres; aunque su caudal de agua es bastante regular, pierde su corriente en el verano por efecto de la estacion, manteniendo sin embargo el riego de 1 leg. de tierra puesta de huertas en térm. de Miajadas. En el invierno, otoño y primavera da movimiento en térm. de Almoharin á 3 molinos harineros, á otro de la misma especie en el de Sta. Amalia y se cria pesca en abundancia de picones, bordallos, carpas y otros peces que suben del Guadiana durante sus crecidas, quedando el Búrdalo bastante cebado.
(Madoz, 1846, p. 501)

El río se retiene en el embalse del Búrdalo, ubicado entre los municipios de Almoharín y Miajadas y construido en la década de 2010.